# یوخم زیگرت
یوخم زیگرت (انگلیسی: Jochem Ziegert؛ زادهٔ ۲۵ ژوئیهٔ ۱۹۵۴) بازیکن فوتبال اهل آلمان است.
از باشگاه‌هایی که در آن بازی کرده‌است می‌توان به باشگاه فوتبال هرتابرلین اشاره کرد.